# Ivam Cabral
Ivam Cabral (Ribeirão Claro, Paraná, 25 de junho de 1963), é ator, dramaturgo, diretor de teatro, escritor, cineasta, psicanalista e cofundador, ao lado de Rodolfo García Vázquez, da Cia. de Teatro Os Satyros, que fomenta o teatro de grupo, de proposições pedagógicas inovadoras, de estética experimental única e linguagem cênica que sublima críticas político-sociais.

## Biografia
Nascido na cidade de Ribeirão Claro, interior do estado do Paraná, em 1963, Ivam Cabral, devotado aos estudos teatrais pedagógicos e práticos, é Doutor em Pedagogia do Teatro pela Universidade de São Paulo (ECA/USP - 2017), mestre em Prática Teatral pela mesma instituição, Escola de comunicação e Artes da Universidade de São Paulo (2004), e graduado em Artes Cênicas pela Pontifícia Universidade Católica do Paraná (PUC/PR - 1988). Multifacetado, Ivam Cabral dedica-se a outra vertente em seus estudos com a psicanálise, área que há anos vem se aprofundando junto a renomados nomes do campo.

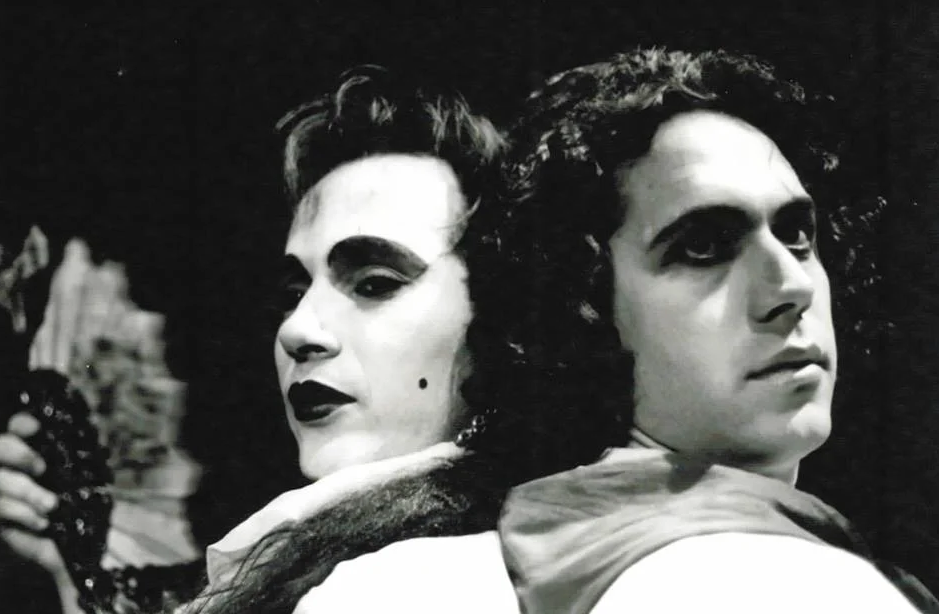
Sades ou Noites com os Professores Imorais (1990)

Em 1989, em São Paulo, funda a Cia. de Teatro Os Satyros, junto à Rodolfo Gacía Vázquez, e logo com o primeiro espetáculo do grupo, Aventuras de Arlequim, recebem os prêmios de melhor ator e atriz coadjuvante, da Associação Paulista de Críticos de Arte (APCA - para Ivam Cabral e Rosemeri Ciupak). Nos anos seguintes, com as montagens de Sades ou Noites com os Professores Imorais, em 1990, e Saló, Salomé, em 1991, peça que representou o Brasil nos festivais internacionais FITEI e Festival Castillo de Niebla, a companhia começou a construir sua linguagem de pesquisa ímpar e a se tornar mundialmente reconhecida, nascendo assim a sede em Lisboa, Portugal, que perduraria até 2000.

"A gente mostrou e mostra até hoje que é possível rever a história, que é possível rever a geografia. Hoje, tudo começa na Roosevelt e tudo acaba na Roosevelt, da Parada Gay às manifestações políticas. É uma maravilha o que a gente pode fazer em um território"

Ivam Cabral em entrevista à Veja SP.

Em 2000 inauguram a sede na Praça Franklin Roosevelt e assim passam a se dedicar, poética e socialmente, à complexidade do local, fazendo história e integrando parte do movimento de revitalização do centro histórico de São Paulo, sendo reconhecido e homenageado pelo trabalho cultural, juntamente à Rodolfo García Vázquez, e Hugo Possolo, fundador do Grupo Teatral Parlapatões, com o Prêmio Cidadão SP da instituição Catraca Livre, em 2017. Foi, ainda, o criador e curador de eventos marcantes, como o Festival Satyrianas, projeto que durante 78 horas ininterruptas agrupa espetáculos, debates, shows, palestras, performances, sendo realizado anualmente até o presente, e incluído no Calendário Oficial do Estado de São Paulo, através da Lei nº 13.750 (2009, proposta do deputado Carlos Giannazi) e Lei nº 17.757 (2022, proposta do vereador Celso Giannazi).
Totalmente engajado para promover o valor cultural das artes e trabalhos sócio-educativos, se une à grandes nomes do teatro na cidade de São Paulo, e, em 2009, nasce a Associação dos Artistas Amigos da Praça (ADAAP), uma Organização Social de Cultura, sem fins lucrativos, com objetivo de ser agente da transformação social, de valorizar a arte e a educação, se tornando referência na formação de profissionais de teatro, nacional e internacionalmente, com potencial ético, estético, criativo e inclusivo. Na sequência, em 2010, inauguram a SP Escola de Teatro – Centro de Formação das Artes do Palco, gerida pela ADAAP, espaço que se tornou um dos mais importantes centros de formação das artes do palco na América Latina, e onde Ivam Cabral é Diretor-Executivo, sendo um dos desenvolvedores de todo o projeto político-pedagógico da instituição ao lado de Rodolfo García Vázquez, Alberto Guzik, Cléo de Páris, Hugo Possolo, Raul Barretto, J.C. Serroni, Marici Salomão, Guilherme Bonfanti, Raul Teixeira.
Em 2013, estruturou e formatou – a partir de premissas constituídas em anos anteriores – o projeto político-pedagógico das Fábricas de Cultura, programa do Governo do Estado de São Paulo, para a Organização Social Catavento Cultural. Ainda no terreno da pedagogia, em 2015, criou, ao lado de Elisabeth Silva Lopes, Elen Londero e Joaquim Gama o projeto pedagógico do programa Estação SP, uma ação da ADAAP e do Centro Estadual de Educação Tecnológica Paula Souza. Esse projeto foi aplicado à formação teatral e pedagógica de professores e alunos em mais de 200 escolas do interior do Estado de São Paulo. Em 2016, participou da implementação da MT Escola de Teatro, em Cuiabá, instituição que utiliza como modelo pedagógico desenvolvido em 2009 para a criação da SP Escola de Teatro.
Ivam Cabral é idealizador e membro do Conselho Editorial de outra importante iniciativa da Associação dos Artistas Amigos da Praça (ADAAP),  o Selo Lucias, criado em 2020, que foi indicado ao Prêmio Shell em 2023, cujo nome homenageia, a professora, jornalista e gestora cultural Lucia Camargo (1944 - 2020),  e tem como programa editorial a publicação de livros no campo das artes (teatro, dança, cinema e literatura), da pedagogia, das ciências sociais e da psicanálise; além da publicação da Revista A[L]BERTO criada em 2011 (que leva seu nome em tributo à Alberto Guzik). O Selo tem entre seus destaques livros como Teatro de Grupo na Cidade de São Paulo e na Grande São Paulo, vencedor do Prêmio APCA em 2021, e Teatro de Grupo em Tempos de Ressignificação, obras que assina como organizador. Todos os livros têm distribuição gratuita.

## Carreira
Como ator, está presente em grande parte das montagens de seu grupo, Os Satyros, e foi apontado por Paulo Autran como um dos mais talentosos atores de sua geração, com centenas de espetáculos no currículo e incontáveis prêmios pela crítica. Ivam Cabral é um ator aclamado, no Brasil recebeu condecorações como Prêmio APCA, Prêmio Shell, Prêmio Aplauso e Prêmio Governador do Estado do Paraná, entre outros. No exterior, foi homenageado com o Prêmio Contribuição ao Teatro Cubano – Prêmio Honrar Honra José Marti, Círculo de Amigos del Gran Teatro de La Habana (Cuba, 2008); Prêmio Villanueva/UNEAC, (Cuba, 2008); Hollywood Fringe Festival Shows That Sound Awesome, L. A. Weekly (EUA, 2013); The International Award, Hollywood Fringe Festival (EUA, 2013); BroadwayWorld Los Angeles Awards (EUA, 2020); The Good The@ter Festival Awards (Índia, 2020); Young-Howze Theater Awards (EUA, 2021), entre outros.

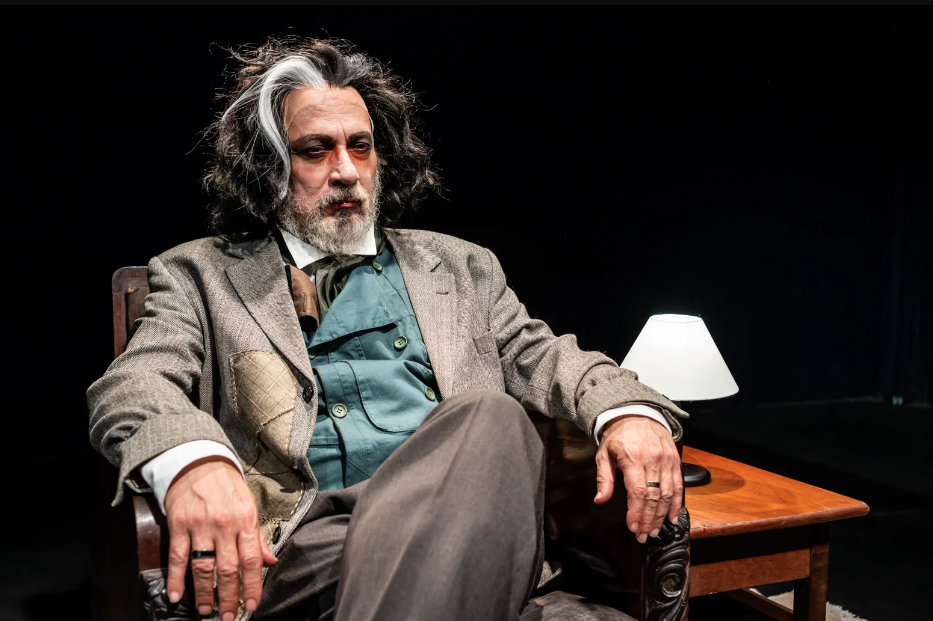
Aurora (2022)

Com seu grupo Cia. de Teatro Os Satyros, Ivam Cabral produziu espetáculos por importantes teatros na Europa, atravessando de Londres a Kiev, sendo a primeira companhia ocidental a se apresentar na Ucrânia após a queda do Muro de Berlim. Na esfera internacional esteve presente em mais de 36 países, conduzindo seu grupo teatral pelos festivais mais prestigiados do mundo entre eles: Wuzhen Festival (China); Kammerspielen das Theaterfestival (Alemanha); Edinburgh Fringe Festival (Reino Unido, 1993); Festival Avignon Public Off (França, 2003); Festival Internacional de Havana (Cuba, 2008 e 2015); Hollywood Fringe Festival (EUA, 2013); Thalia Theater's Lessingtage Festival (Alemanha), FITEI (Portugal), Festival Castillo de Niebla (Espanha), Hyderabad (Índia), Mülheim Theatertage Festival (Alemanha); Fringe Festival (Escócia), The Red Curtain Good Theater Festival (Índia); Festival Internacional de Teatro do Mindelo/Mindelact (Cabo Verde, 2013) entre outros.

"Snön i Brasilien – Anna du kan väl stanna é maravilhosamente extensa, louca e perigosa: é como ver o arquipélago de Lueå da minha infância através de uma lente brasileira distorcida"

Fredric Thurfjell sobre a peça A Neve do Brasil – Anna Você Pode Ficar de Ivam Cabral e Rodolfo García Vázquez

Em seu consagrado caminho como dramaturgo, tem como suas principais obras De Profundis, A Herança do Teatro, resultando em indicações a importantes prêmios como APETESP e Mambembe e encenados em diversos países como: Portugal, Espanha e Suécia. Em 2006 lançou pela Coleção Aplauso (Imprensa Oficial do Estado de São Paulo) o livro O Teatro de Ivam Cabral - Quatro Textos para um Teatro Veloz, tendo sua obra como temática central de análise na Universidade de Aveiro, em Portugal, onde o professor António Manuel Ferreira escreveu a monografia De Profundis, de Ivam Cabral: teatro veloz com Oscar Wilde, publicado no livro Forma Breve Revista de Literatura 5 em 2007. Em 2024, a importância de sua dramaturgia ganha um novo marco, sendo prestigiada internacionalmente, ao lado de Rodolfo García Vázquez, a peça Snön i Brasilien – Anna du kan väl stanna (A Neve do Brasil – Anna Você Pode Ficar) é montada na Suécia, pelo grupo Darling Desesperados. A montagem tem ganhado notoriedade e vem sendo bem recebida pela crítica mundial.

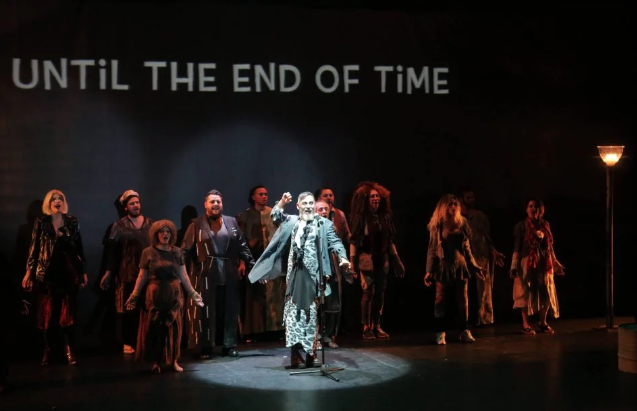
Mississipi (2019)

Ivam Cabral é autor de mais de quinze livros, entre eles Terras de Cabral – Crônicas de Lá e de Cá (Giostri, 2013), Pessoas Perfeitas (Editora Giostri, 2014), Mississipi (Editora Giostri, 2019), Entre o Nada e o Infinito (Editora Giostri, 2022). Em 2009, pela organização da Coleção Primeiras Obras, foi indicado ao Prêmio Jabuti, na categoria Livro de Arte. É um dos autores da obra Critical Articulations of Hope from the Margins of Arts Education, editado pela britânica Routledge, tendo publicado também artigos em vários livros e revistas científicas internacionais. Já teve textos ficcionais traduzidos para inglês, sueco, para o espanhol com Faz de Conta que Tem Sol Lá Fora (2012), Pessoas Perfeitas (2015), para o alemão De quem Sois (2006), além de edições publicadas em Cuba e Angola. Traduziu ao lado de Rodolfo García Vázquez o livro Planeta Tudo (2022), da escritora, dramaturga, romancista e roteirista, Esther Gerritsen, nascida nos Países Baixos. Cabral também desenvolveu projetos para televisão, como o telefilme A Noiva (2007) e a minissérie Além do Horizonte (2008), ambos para a TV Cultura.

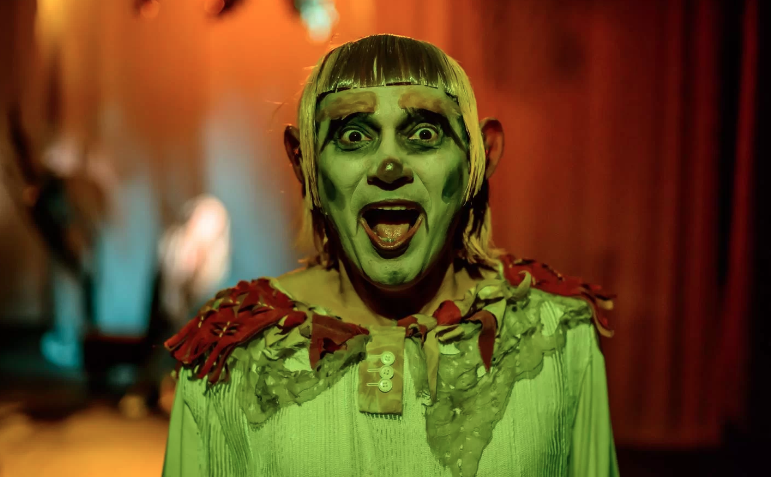
Pessoas Sublimes (2016)

Em 2014, participou da criação do braço cinematográfico da Cia. de Teatro Os Satyros, escrevendo, dirigindo e atuando em filmes, entre eles o longa-metragem A Filosofia na Alcova (2017). Apaixonado pela sétima arte foi um dos responsáveis pelo retorno do Cine Bijou, hoje Cine Satyros Bijou - Sala Patricia Pillar que em 2022 reabriu suas portas, e é administrado pelo grupo Os Satyros. Sob curadoria de Ivam Cabral, o espaço resgata os valores de cinema de resistência, com grande foco no cinema brasileiro e empenho para colocar em cartaz, filmes que não têm oportunidade no circuito nas salas de exibição. No campo de formação cinematográfica, desenvolveu o projeto da Escola Livre de Audiovisual (ELA, 2023).

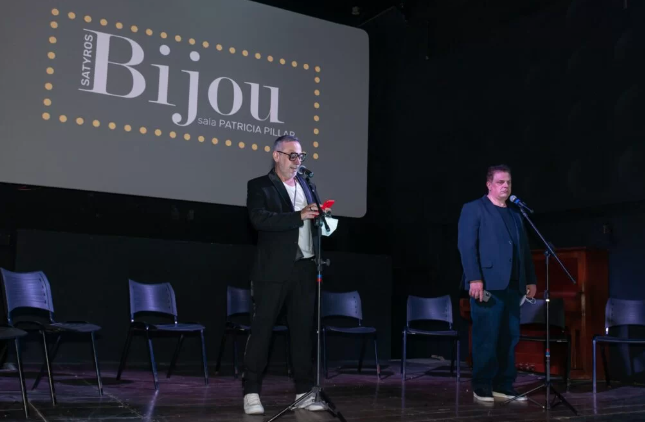
Ivam Cabral e Rodolfo García Vázquez na reabertura do Cine Satyros Bijou - Sala Patricia Pillar (2022)

Em 2019, Ivam Cabral é homenageado pelo Grupo Caixa Preta de Teatro, e é inaugurada na cidade de Registro, interior do Estado de São Paulo, o Espaço Caixa Preta de Teatro, com a Sala de Espetáculos Ivam Cabral, sendo considerado um marco para a cultura de todo o Vale do Ribeira.
Em 2020, com o advento da Pandemida da Covid-19, Ivam Cabral inovou mais uma vez em sua trajetória artística; destemido, junto à Rodolfo García Vázquez, desenvolveu de forma pioneira e em esfera global o Teatro Digital. Junto com seu grupo teatral Os Satyros, executou remotamente toda a elaboração digital para conseguir trazer o teatro, um dos setores mais prejudicados durante a pandemia, de volta a vida. Os Satyros, que brilharam nessa missão, ganharam notoriedade e produções mundiais, como em A Arte de Encarar o Medo / The Art Of Facing Fear, que além da estreia brasileira, dispôs das versões Afro-Européia e Estadunidense. Para as três montagens, foram dez países, quatro continentes envolvidos: Os Satyros (Brasil), Company of Angels (EUA), Rob Lecrone (EUA), Darling Desperados (Suécia), Cie Kaddu (Senegal), Crown Troupe of Africa (Nigéria), Oddmanout Theatre Company (Inglaterra), Centro Cultural Portugues do Mindelo (Cabo Verde), Tell-a-Tale (Nigéria), The Kwasha! Theatre Company (África do Sul), The Market Theatre Laboratory (África do Sul), Village Gossip Productions (África do Sul), Combined Artform (EUA). Os espetáculos de A Arte de Encarar o Medo / The Art Of Facing Fear foram destaque nas principais premiações do teatro nacional e internacional, como BroadwayWorld Los Angeles Awards (EUA), Young-Howze Theatre Awards(EUA), Prêmio Shell, Prêmio APTR, Prêmio APCA.

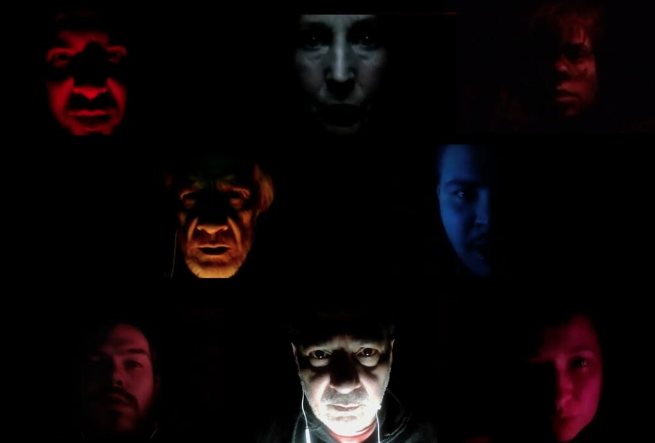
Ivam Cabral e elenco na peça digital A Arte de Encarar o Medo (2020)

Em 2024, a Cinesystem, anunciou Ivam Cabral como seu novo curador de filmes independentes, sendo responsável pela seleção de longas-metragens para promover a valorização cultural cinematográfica da rede de cinemas.
Cabral também se aventurou como compositor musical, tendo sido gravado por grandes nomes da música brasileira, como Zeca Baleiro, Alaíde Costa, Gero Camilo e Vanessa Bumagny, entre outros. Apresentou, de 1997 a 2012, na Rádio Paraná Educativa, de Curitiba o programa Os Cantos de Portugal, sobre música e poesia portuguesa.
Plural, Ivam Cabral é psicanalista respeitado e realiza atendimentos em seu consultório particular, teve em sua formação psicanalítica mentoria de importantes nomes da área como Rahel Boraks, Gina Khafif Levinzon, Kayoko Yamamoto, Paulina Cymrot, Magda Guimarães Khouri, Audrey Setton, Alexandre Socha, Cibele Rays, Mário Sérgio Picorelli, Lurdinha Zemel, Sandra Lorenzon Schaffa e Anne Lise Scappaticci. É membro da Associação de Psicoterapia Psicanalítica, e ainda colaborou com o projeto Apoiar do Instituto de Psicologia da Universidade de São Paulo.

## Produção Bibliográfica
| Ano  | Título | Gênero                            | Editora                                                | Como                                | Natureza        |
| ---- | --- | --------------------------------- | ------------------------------------------------------ | ----------------------------------- | --------------- |
| 2024 | Entre Almanach 2024 (com a Universidade de Gdańsk)                                                                                             | Pensamento Teatral                | Selo Lucias                                            | Organizador                         | Livro-almanaque |
| 2024 | A[L]BERTO #10 - O lugar de ação inconsciente e a busca da subjetividade.                                                                       | Artigo                            | Selo Lucias                                            | Autor                               | Revista         |
| 2024 | A[L]BERTO #10 | Volume 10                         | Selo Lucias                                            | Membro do Conselho Editorial        | Revista         |
| 2024 | A[L]BERTO #10 | Apresentação Volume 10            | Selo Lucias                                            | Autor                               | Revista         |
| 2024 | A[L]BERTO #9 | Volume 9                          | Selo Lucias                                            | Membro do Conselho Editorial        | Revista         |
| 2024 | A[L]BERTO #9 | Apresentação Volume 9             | Selo Lucias                                            | Autor                               | Revista         |
| 2023 | 100 vozes pela democracia | Direitos Humanos                  | Senado Federal do Brasil                               | Coautor                             | Livro           |
| 2023 | Teatro de grupo em tempos de ressignificação: criações coletivas, sentidos e manifestações cênicas no estado de São Paulo                      | História do Teatro                | Selo Lucias                                            | Organizador                         | Livro           |
| 2023 | Trilogia das Pessoas | Dramaturgia Brasileira            | Giostri                                                | Coautor com Rodolfo García Vázquez  | Livro           |
| 2023 | Stage it and stream it - Plays for virtual theater                                                                                             | História do Teatro                | Lanham:The Rowman & Littlefield Publishing Group (EUA) | Coautor com Rodolfo García Vázquez  | Livro           |
| 2022 | Entre o nada e o infinito | Crônica                           | Giostri                                                | Autor                               | Livro           |
| 2022 | Os Condenados | Dramaturgia Brasileira            | Giostri                                                | Coautor com Rodolfo García Vázquez  | Livro           |
| 2022 | Planeta Tudo / Planet Everything | Dramaturgia Holandesa             | Cobogó                                                 | Tradução com Rodolfo García Vázquez | Livro           |
| 2021 | 1991 ou a Imperfeição do Amor | Dramaturgia Brasileira            | Giostri                                                | Coautor com Rodolfo García Vázquez  | Livro           |
| 2021 | Aurora | Dramaturgia Brasileira            | Giostri                                                | Coautor com Rodolfo García Vázquez  | Livro           |
| 2021 | Arte Inclusiva? Quem Inclui Quem? | Pedagogia Teatral e Sociologia    | CEAAA (PT)                                             | Coautor                             | Livro           |
| 2020 | Dramaturgia em pandemia: Peças Curtas | Dramaturgia Brasileira            | Giostri                                                | Coautor com Rodolfo García Vázquez  | Livro           |
| 2020 | Teatro de grupo na cidade de São Paulo e na Grande São Paulo - Criações coletivas, sentidos e manifestações em processos de lutas e travessias | História do Teatro                | Selo Lucias                                            | Organizador                         | Livro           |
| 2019 | Todos os Sonhos do Mundo | Dramaturgia Brasileira            | Giostri                                                | Coautor com Rodolfo García Vázquez  | Livro           |
| 2019 | Mississipi | Dramaturgia Brasileira            | Giostri                                                | Coautor com Rodolfo García Vázquez  | Livro           |
| 2019 | Critical Articulations of Hope from the Margins of Arts Education - International Perspectives and Practices                                   | Pedagogia Teatral                 | Routlege (UK)                                          | Coautor                             | Livro           |
| 2018 | O incrível mundo dos Baldios | Dramaturgia Brasileira            | Giostri                                                | Coautor com Rodolfo García Vázquez  | Livro           |
| 2017 | Pessoas Brutas | Dramaturgia Brasileira            | Giostri                                                | Coautor com Rodolfo García Vázquez  | Livro           |
| 2017 | Pink Star | Dramaturgia Brasileira            | Giostri                                                | Coautor com Rodolfo García Vázquez  | Livro           |
| 2016 | A Brazilian pedagogical project for the teaching of the arts in the twenty-first century. Theatre, Dance and Performance Training              | Artigo                            | Taylor & Francis                                       | Coautor com Rodolfo García Vázquez  | Jornais         |
| 2016 | Pessoas Sublimes | Dramaturgia Brasileira            | Giostri                                                | Coautor com Rodolfo García Vázquez  | Livro           |
| 2015 | A[L]BERTO #8 | Volume 8                          | SP Escola de Teatro                                    | Membro do Conselho Editorial        | Revista         |
| 2015 | A[L]BERTO #8 | Apresentação Volume 8             | SP Escola de Teatro                                    | Autor                               | Revista         |
| 2014 | Quotidiano: esta não é uma história de amor | Dramaturgia                       | Mayamba (Angola)                                       | Coautor                             | Livro           |
| 2014 | Chico só queria ser feliz | Educação Ambiental                | Melhoramentos                                          | Autor                               | Livro           |
| 2014 | Pessoas Perfeitas | Dramaturgia Brasileira            | Giostri                                                | Coautor com Rodolfo García Vázquez  | Livro           |
| 2014 | A[L]BERTO #7 | Volume 7                          | SP Escola de Teatro                                    | Membro do Conselho Editorial        | Revista         |
| 2014 | A[L]BERTO #7 | Apresentação Volume 7             | SP Escola de Teatro                                    | Autor                               | Revista         |
| 2014 | A[L]BERTO #6 | Volume 6                          | SP Escola de Teatro                                    | Membro do Conselho Editorial        | Revista         |
| 2014 | A[L]BERTO #6 | Apresentação Volume 6             | SP Escola de Teatro                                    | Autor                               | Revista         |
| 2013 | Teatro, um Campo de Culturas que Pesquisa uma Linguagem Perdida                                                                                | Artigo                            | USP                                                    | Autor                               | Livro           |
| 2013 | Terras de Cabral - Crônicas de Lá e Cá | Crônica                           | Giostri                                                | Autor                               | Livro           |
| 2013 | A[L]BERTO #5 | Volume 5                          | SP Escola de Teatro                                    | Membro do Conselho Editorial        | Revista         |
| 2013 | A[L]BERTO #5 | Apresentação do Volume 5          | SP Escola de Teatro                                    | Autor                               | Revista         |
| 2013 | A[L]BERTO - Especial Dramaturgia | Volume Especial Dramaturgia       | SP Escola de Teatro                                    | Membro do Conselho Editorial        | Revista         |
| 2013 | A[L]BERTO - Especial Dramaturgia | Apresentação Especial Dramaturgia | SP Escola de Teatro                                    | Autor                               | Revista         |
| 2013 | A[L]BERTO #4 | Volume 4                          | SP Escola de Teatro                                    | Membro do Conselho Editorial        | Revista         |
| 2013 | A[L]BERTO #4 | Apresentação do Volume 4          | SP Escola de Teatro                                    | Autor                               | Revista         |
| 2013 | A[L]BERTO #4 - O corpo, essa multidão excitada.                                                                                                | Artigo                            | SP Escola de Teatro                                    | Autor                               | Revista         |
| 2012 | #Mdrama | Dramaturgia Brasileira            | SP Escola de Teatro                                    | Coautor                             | Livro           |
| 2012 | A[L]BERTO #3 | Volume 3                          | SP Escola de Teatro                                    | Membro do Conselho Editorial        | Revista         |
| 2012 | A[L]BERTO #3 | Apresentação do Volume 3          | SP Escola de Teatro                                    | Autor                               | Revista         |
| 2012 | A[L]BERTO #2 - Ponto de Convergência - Roda de Conversa.                                                                                       | Artigo                            | SP Escola de Teatro                                    | Coautor                             | Revista         |
| 2012 | A[L]BERTO #2 - SP Escola de Teatro - Centro de Formação das Artes do Palco: Uma Experiência Libertária.                                        | Artigo                            | SP Escola de Teatro                                    | Autor                               | Revista         |
| 2012 | A[L]BERTO #2 | Volume 2                          | SP Escola de Teatro                                    | Membro do Conselho Editorial        | Revista         |
| 2012 | A[L]BERTO #2 | Apresentação do Volume 2          | SP Escola de Teatro                                    | Autor                               | Revista         |
| 2011 | A[L]BERTO #1 | Volume 1                          | SP Escola de Teatro                                    | Membro do Conselho Editorial        | Revista         |
| 2011 | A[L]BERTO #1 | Apresentação do Volume 1          | SP Escola de Teatro                                    | Autor                               | Revista         |
| 2010 | Os Satyros | História do Teatro dos Satyros    | Imprensa Oficial                                       | Coautor                             | Livro           |
| 2009 | Coleção Primeiras Obras: Ivam Cabral | História do Teatro                | Imprensa Oficial                                       | Autor                               | Livro           |
| 2009 | Coleção Primeiras Obras: Dramamix | História do Teatro                | Imprensa Oficial                                       | Coautor                             | Livro           |
| 2009 | Seleta de Fernando Sabino | Conto e Crônica                   | Livro Falante                                          | Organizador e Coautor               | Audio Livro     |
| 2008 | Cinco Biografias do Teatro Paranaense | História do Teatro Paranaense     | Fundação Cultural de Curitiba                          | Coautor                             | Livro           |
| 2006 | O Teatro de Ivam Cabral: Quatro Textos Para Um Teatro Veloz                                                                                    | História do Teatro                | Imprensa Oficial                                       | Autor                               | Livro           |
| 2006 | Cia. de Teatro Os Satyros: Um Palco Visceral                                                                                                   | História do Teatro                | Imprensa Oficial                                       | Coautor                             | Livro           |
| 2000 | Cartazes do teatro paranaense | História do Teatro Paranaense     | Fundação Cultural de Curitiba                          | Coautor                             | Livro           |

## Teatro[127]
| Ano  | Trabalho                                                                                                | Texto                                                                                     | Como                                  | Local                                                    | Realização                                   |
| ---- | --- | ----------------------------------------------------------------------------------------- | ------------------------------------- | -------------------------------------------------------- | -------------------------------------------- |
| 2024 | Snön i Brasilien – Anna du kan väl stanna (A Neve do Brasil – Anna Você Pode Ficar)                     | Ivam Cabral e Rodolfo García Vázquez                                                      | Dramaturgia                           | Moriska Paviljongen, Suécia                              | Darling Desesperados                         |
| 2024 | A Casa de Bernarda Alba                                                                                 | Federico García Lorca                                                                     | Adaptação e Pesquisa Teatral          | Sesc                                                     | Os Satyros                                   |
| 2023 | As Bruxas de Salém                                                                                      | Arthur Miller                                                                             | Idealizador e Produtor                | Espaço dos Satyros                                       | Os Satyros                                   |
| 2023 | Aurora                                                                                                  | Ivam Cabral e Rodolfo García Vázquez                                                      | Dramaturgia, Idealizador e Produtor   | Espaço dos Satyros                                       | Os Satyros                                   |
| 2022 | Os Condenados                                                                                           | Ivam Cabral e Rodolfo García Vázquez                                                      | Dramaturgia                           | Espaço dos Satyros                                       | Os Satyros                                   |
| 2021 | The Art of Facing Fear - World United Version                                                           | Ivam Cabral e Rodolfo García Vázquez                                                      | Dramaturgia, Idealizador e Produtor   | Espaço Digital dos Satyros                               | Os Satyros                                   |
| 2021 | As Mariposas                                                                                            | Ivam Cabral e Rodolfo García Vázquez                                                      | Atuação e Dramaturgia                 | Espaço Digital dos Satyros                               | Os Satyros                                   |
| 2021 | A Love Song                                                                                             | Henrique Mello e Roberto Francisco                                                        | Idealizador e Produtor                | Espaço Digital dos Satyros                               | Os Satyros                                   |
| 2021 | Cabaret Dada                                                                                            | Ivam Cabral e Rodolfo García Vázquez                                                      | Dramaturgia                           | Espaço Digital dos Satyros                               | Os Satyros                                   |
| 2021 | Millennials                                                                                             | Coletivo                                                                                  | Idealizador e Produtor                | Espaço Digital dos Satyros                               | Satyros Teens                                |
| 2021 | Aurora                                                                                                  | Ivam Cabral e Rodolfo García Vázquez                                                      | Dramaturgia                           | Espaço Digital dos Satyros                               | Os Satyros                                   |
| 2021 | Toshanisha: The New Normals                                                                             | Ivam Cabral e Rodolfo García Vázquez                                                      | Dramaturgia e Idealizador             | Espaço Digital dos Satyros                               | Os Satyros e Bold Theatre Kenya              |
| 2021 | Uma Peça Para Salvar o Mundo                                                                            | Ivam Cabral e Rodolfo García Vázquez                                                      | Dramaturgia                           | Espaço Digital dos Satyros                               | Os Satyros                                   |
| 2020 | A Arte de Encarar o Medo                                                                                | Ivam Cabral e Rodolfo García Vázquez                                                      | Atuação, Roteiro e Idealizador        | Espaço Digital dos Satyros                               | Os Satyros                                   |
| 2020 | Novos Normais: Sobre Sexo e Outros Desejos Pandêmicos                                                   | Ivam Cabral e Rodolfo García Vázquez                                                      | Roteiro e Idealizador                 | Espaço Digital dos Satyros                               | Os Satyros                                   |
| 2020 | The Art of Facing Fear - Versão Afro-Europeia                                                           | Ivam Cabral e Rodolfo García Vázquez                                                      | Dramaturgia, Roteiro e Idealização    | Espaço Digital dos Satyros                               | Os Satyros e The Red Curtain International   |
| 2020 | The Art of Facing Fear - Versão Estadunidense                                                           | Ivam Cabral e Rodolfo García Vázquez                                                      | Roteiro e Idealizador                 | Espaço Digital dos Satyros                               | Os Satyros e The Red Curtain International   |
| 2019 | Que Bicho Sou Eu?                                                                                       | Ivam Cabral e Rodolfo García Vázquez                                                      | Idealizador e Produtor                | Espaço dos Satyros                                       | Satyros Teens                                |
| 2019 | Mississipi                                                                                              | Ivam Cabral e Rodolfo García Vázquez                                                      | Atuação e Dramaturgia                 | Sesc                                                     | Os Satyros                                   |
| 2019 | Uma Canção de Amor                                                                                      | Ivam Cabral, Henrique Mello e Roberto Francisco                                           | Dramaturgia, Idealizador e Produtor   | Espaço dos Satyros                                       | Os Satyros                                   |
| 2019 | Alegorias Pantagruélicas                                                                                | François Rabelais                                                                         | Idealizador e Produtor                | Estação Satyros                                          | Satyros Lab                                  |
| 2019 | Baderna Planet                                                                                          | Ivam Cabral e Rodolfo García Vázquez                                                      | Dramaturgia                           | Estação Satyros                                          | Os Satyros                                   |
| 2018 | Sonho De Uma Noite De Verão                                                                             | William Shakespeare                                                                       | Idealizador e Produtor                | Estação Satyros                                          | Satyros Lab                                  |
| 2018 | Vida Sublime                                                                                            | Coletivo                                                                                  | Idealizador e Produtor                | Estação Satyros                                          | Satyros Teens                                |
| 2018 | O Incrível Mundo dos Baldios                                                                            | Ivam Cabral e Rodolfo García Vázquez                                                      | Dramaturgia                           | Espaço dos Satyros                                       | Os Satyros                                   |
| 2018 | Cabaret Transperipatético                                                                               | Coletivo                                                                                  | Dramaturgia e Idealizador             | Estação Satyros                                          | Os Satyros                                   |
| 2018 | Helenas                                                                                                 | Heinrich Kraemer e James Sprenger                                                         | Idealizador e Produtor                | Espaço dos Satyros                                       | Satyros Lab                                  |
| 2017 | Pessoas Brutas                                                                                          | Ivam Cabral e Rodolfo García Vázquez                                                      | Atuação e Dramaturgia                 | Espaço dos Satyros                                       | Os Satyros                                   |
| 2017 | Se Essa Rua Fosse Minha                                                                                 | Coletivo                                                                                  | Idealizador e Produtor                | Espaço dos Satyros                                       | Satyros Teens                                |
| 2017 | Cabaret dos Artistas                                                                                    | Ivam Cabral e Rodolfo García Vázquez                                                      | Dramaturgia                           | Espaço dos Satyros                                       | Os Satyros                                   |
| 2017 | Todos Os Sonhos do Mundo                                                                                | Ivam Cabral e Rodolfo García Vázquez                                                      | Atuação e Dramaturgia                 | Espaço dos Satyros                                       | Os Satyros                                   |
| 2017 | Pequeno Cidadão do Futuro                                                                               | Coletivo                                                                                  | Idealizador e Produtor                | Canteira Norte Shopping                                  | Os Satyros                                   |
| 2017 | Pink Star                                                                                               | Ivam Cabral e Rodolfo García Vázquez                                                      | Dramaturgia                           | Estação Satyros                                          | Os Satyros                                   |
| 2017 | Vida Perfeita                                                                                           | Coletivo                                                                                  | Idealizador e Produtor                | Espaço dos Satyros                                       | Satyros Teens                                |
| 2016 | Pessoas Sublimes                                                                                        | Ivam Cabral e Rodolfo García Vázquez                                                      | Dramaturgia                           | Espaço dos Satyros                                       | Os Satyros                                   |
| 2016 | Cabaré Fucô, Um Quase Musical                                                                           | Ivam Cabral e Rodolfo García Vázquez                                                      | Atuação e Dramaturgia                 | Estação Satyros                                          | Os Satyros                                   |
| 2016 | O Haiti Somos Nós                                                                                       | Ivam Cabral e Rodolfo García Vázquez                                                      | Dramaturgia                           | Espaço dos Satyros                                       | Os Satyros                                   |
| 2016 | Vida Bruta                                                                                              | Coletivo                                                                                  | Idealizador e Produtor                | Espaço dos Satyros                                       | Satyros Teens                                |
| 2015 | Meu Mundo em Preto e Branco                                                                             | Coletivo                                                                                  | Idealizador e Produtor                | Espaço dos Satyros                                       | Satyros Teens                                |
| 2015 | Juliette                                                                                                | Marquês de Sade                                                                           | Idealizador e Produtor                | Espaço dos Satyros                                       | Satyros Teens                                |
| 2015 | Na Real                                                                                                 | Coletivo                                                                                  | Idealizador e Produtor                | Espaço dos Satyros                                       | Satyros Teens                                |
| 2014 | Não Amarás - E Se Fez A Humanidade Ciborgue em 7 dias                                                   | Ivam Cabral, Rodolfo García Vázquez e Contardo Calligaris                                 | Atuação e Dramaturgia                 | Espaço dos Satyros                                       | Os Satyros                                   |
| 2014 | Não Morrerás - E Se Fez A Humanidade Ciborgue em 7 dias                                                 | Ivam Cabral, Rodolfo García Vázquez e Drauzio Varella                                     | Dramaturgia                           | Espaço dos Satyros                                       | Os Satyros                                   |
| 2014 | Não Permanecerás - E Se Fez A Humanidade Ciborgue em 7 dias                                             | Ivam Cabral, Rodolfo García Vázquez e Pedro Burgos                                        | Dramaturgia                           | Espaço dos Satyros                                       | Os Satyros                                   |
| 2014 | Não Fornicarás - E Se Fez A Humanidade Ciborgue em 7 dias                                               | Ivam Cabral, Rodolfo García Vázquez e Rosana Hermann                                      | Atuação e Dramaturgia                 | Espaço dos Satyros                                       | Os Satyros                                   |
| 2014 | Não Saberás - E Se Fez A Humanidade Ciborgue em 7 dias                                                  | Ivam Cabral, Rodolfo García Vázquez e Marcos Piani                                        | Dramaturgia                           | Espaço dos Satyros                                       | Os Satyros                                   |
| 2014 | Não Salvarás - E Se Fez A Humanidade Ciborgue em 7 dias                                                 | Ivam Cabral, Rodolfo García Vázquez e Xico Sá                                             | Dramaturgia                           | Espaço dos Satyros                                       | Os Satyros                                   |
| 2014 | Não Vencerás - E Se Fez A Humanidade Ciborgue em 7 dias                                                 | Ivam Cabral, Rodolfo García Vázquez e Marici Salomão                                      | Dramaturgia                           | Espaço dos Satyros                                       | Os Satyros                                   |
| 2014 | 3x Roveri / Os Que Vêm Com A Maré / Rodolfo García Vázquez                                              | Sérgio Roveri                                                                             | Idealizador e Produtor                | Espaço dos Satyros                                       | Os Satyros, Os Fofos Encenam e Grupo Pandega |
| 2014 | 3x Roveri / Os Que Vêm Com A Maré / Fernando Neves                                                      | Sérgio Roveri                                                                             | Idealizador e Produtor                | Espaço dos Satyros                                       | Os Satyros, Os Fofos Encenam e Grupo Pandega |
| 2014 | 3x Roveri / Os Que Vêm Com A Maré / Maria Alice Vergueiro                                               | Sérgio Roveri                                                                             | Idealizador e Produtor                | Espaço dos Satyros                                       | Os Satyros, Os Fofos Encenam e Grupo Pandega |
| 2014 | Pessoas Perfeitas                                                                                       | Ivam Cabral e Rodolfo García Vázquez                                                      | Atuação e Dramaturgia                 | Estação dos Satyros                                      | Os Satyros                                   |
| 2014 | O Artista                                                                                               | Ivam Cabral e L. Pinheiro                                                                 | Atuação                               |                                                          |                                              |
| 2013 | Philosophy In The Boudoir                                                                               | Marquês de Sade, Ivam Cabral e Rodolfo García Vázquez                                     | Dramaturgia, Idealizador e Produtor   | Ensemble Studio Theatre - Los Angeles                    | Os Satyros e Theatre Asylum                  |
| 2013 | Adomercidos                                                                                             | Jon Fosse                                                                                 | Idealizador e Produtor                | Espaço dos Satyros                                       | Os Satyros                                   |
| 2013 | Édipo na Praça                                                                                          | Sófocles, Ivam Cabral e Rodolfo García Vázquez                                            | Idealizador e Produtor                | Espaço dos Satyros e Praça Roosevelt                     | Os Satyros                                   |
| 2013 | Mindelact (Inferno na Paisagem Belga)                                                                   | Ivam Cabral e Rodolfo García Vázquez                                                      | Atuação e Dramaturgia                 | Festival Internacional de Teatro do Mindelo (Cabo Verde) | Os Satyros                                   |
| 2012 | Satyros Satyricon (Trincha, Satyricon e Suburra)                                                        | Petrônio e Evaldo Mocarzel                                                                | Idealizador e Produtor                | Estação Satyros                                          | Os Satyros                                   |
| 2012 | Inferno na Paisagem Belga                                                                               | Ivam Cabral e Rodolfo García Vázquez                                                      | Atuação e Dramaturgia                 | Espaço dos Satyros                                       | Os Satyros                                   |
| 2012 | Criança Cidadã                                                                                          | Gilberto Dimenstein, Ivam Cabral e Rodolfo García Vázquez                                 | Idealizador e Produtor                | Estação Satyros                                          | Os Satyros                                   |
| 2011 | O Último Stand Up                                                                                       | Ivam Cabral                                                                               | Atuação e Dramaturgia                 | Teatro Paiol                                             | Os Satyros                                   |
| 2011 | Azul, Doce Azul                                                                                         | Gustavo Aragão Cardoso                                                                    | Idealizador e Produtor                | Sesc                                                     | Satyros Educação                             |
| 2011 | Cabaret Stravaganza                                                                                     | Maria Shu                                                                                 | Atuação e Dramaturgia                 | Espaço dos Satyros                                       | Os Satyros                                   |
| 2011 | Na Real                                                                                                 | Coletivo                                                                                  | Idealizador e Produtor                | Espaço dos Satyros                                       | Satyros Teens                                |
| 2011 | Amores Vão                                                                                              | Ivam Cabral                                                                               | Drmaturgia                            | Teatro                                                   | Os Satyros                                   |
| 2010 | Hipóteses para o Amor e a Verdade                                                                       | Ivam Cabral e Rodolfo García Vázquez                                                      | Dramaturgia e Direção                 | Espaço dos Satyros                                       | Os Satyros                                   |
| 2010 | Roberto Zucco                                                                                           | Bernard-Marie Koltès                                                                      | Idealizador e Produtor                | Espaço dos Satyros                                       | Os Satyros                                   |
| 2009 | Liz | Ivam cabral, Rodolfo García Vázquez e Reinaldo Montero                                    | Atuação e Dramaturgia                 | Sesc                                                     | Os Satyros                                   |
| 2009 | Monólogo da Velha Apresentadora                                                                         | Marcelo Mirisola                                                                          | Idealizador e Produtor                | Espaço dos Satyros                                       | Os Satyros                                   |
| 2009 | Justine                                                                                                 | Ivam Cabral e Rodolfo García Vázquez                                                      | Idealizador e Produtor                | Estação Satyros                                          | Os Satyros                                   |
| 2009 | Solidão Também Acompanha                                                                                | Fabíola Alves e Roberto Audio                                                             | Coordenação Artística                 | Espaço dos Satyros                                       | Os Satyros                                   |
| 2009 | Cansei de Tomar Fanta                                                                                   | Alberto Guzik, Ivam Cabral e Rodolfo García Vázquez                                       | Idealizador e Produtor                | Espaço dos Satyros                                       | Os Satyros                                   |
| 2009 | Safo | Ivam Cabral, Marguerite Yourcenar e Virgínia Woolf                                        | Dramaturgia                           | Espaço dos Satyros                                       | Os Satyros                                   |
| 2008 | Vestido de Noiva                                                                                        | Nelson Rodrigues                                                                          | Atuação, Idealizador e Produtor       | Itaú Cultural                                            | Os Satyros                                   |
| 2008 | O Amante de Lady Chatterley                                                                             | D. H. Lawrence, Ivam Cabral, Rodolfo García Vázquez, Germano Pereira e Rubens Ewald Filho | Idealizador e Produtor                | Espaço dos Satyros                                       | Os Satyros                                   |
| 2008 | Esse Rio é Minha Rua                                                                                    | Ivam Cabral e Rodolfo García Vázquez                                                      | Idealizador e Produtor                | Teatro Adamastor                                         | Os Satyros                                   |
| 2007 | Hamlet-Gasshô                                                                                           | William Shakespeare, Rubens Ewald Filho, Ivam Cabral e Rodolfo García Vázquez             | Idealizador e Produtor                | Estação Satyros                                          | Os Satyros                                   |
| 2007 | El Turco                                                                                                | Roberto Audio, Ivam Cabral e Rodolfo García Vázquez                                       | Coordenação Artística                 | Espaço dos Satyros                                       | Núcleo Experimental dos Satyros              |
| 2007 | Divinas Palavras                                                                                        | Ramón del Valle-Inclán                                                                    | Atuação, Idealizador e Produtor       | Espaço dos Satyros                                       | Os Satyros                                   |
| 2007 | O Dia Das Crianças                                                                                      | Sérigio Roveri                                                                            | Diretor                               | CEUs de São Paulo                                        | Os Satyros                                   |
| 2007 | O Burguês Fidalgo                                                                                       | Molière                                                                                   | Coordenação Artística                 | Teatro Paiol                                             | Os Satyros                                   |
| 2007 | Cidadão de Papel                                                                                        | Sérgio Roveri e Gilberto Dimenstein                                                       | Diretor                               | Teatro da Vila                                           | Os Satyros                                   |
| 2007 | Segunda-Feira: O Amor do Sim - E Se Fez a Praça Roosevelt em 7 Dias                                     | Mário Viana                                                                               | Coordenação Artística                 | Espaço dos Satyros                                       | Os Satyros                                   |
| 2007 | Terça-Feira: Na Noite da Praça - E Se Fez a Praça Roosevelt em 7 Dias                                   | Alberto Guzik                                                                             | Idealizador e Produtor                | Espaço dos Satyros                                       | Os Satyros                                   |
| 2007 | Quarta Feira: Impostura - E Se Fez a Praça Roosevelt em 7 Dias                                          | Marici Salomão                                                                            | Coordenação Artística                 | Espaço dos Satyros                                       | Os Satyros                                   |
| 2007 | Quinta Feira: Hoje é Dia do Amor - E Se Fez a Praça Roosevelt em 7 Dias                                 | João Silvério Trevisan                                                                    | Idealizador e Produtor                | Espaço dos Satyros                                       | Os Satyros                                   |
| 2007 | Sexta Feira: A Noite do Aquário - E Se Fez a Praça Roosevelt em 7 Dias                                  | Sérgio Roveri                                                                             | Coordenação Artística                 | Espaço dos Satyros                                       | Os Satyros                                   |
| 2007 | Sábado: Assassinos, Suínos & Outras Histórias da Praça Roosevelt - E Se Fez a Praça Roosevelt em 7 Dias | Jarbas Capusso                                                                            | Idealizador e Produtor                | Espaço dos Satyros                                       | Os Satyros                                   |
| 2007 | Domingo: Uma Pilha de Pratos na Cozinha - E Se Fez a Praça Roosevelt em 7 Dias                          | Mário Bortolotto                                                                          | Coordenação Artística                 | Espaço dos Satyros                                       | Os Satyros                                   |
| 2007 | O Santo Parto                                                                                           | Lauro César Muniz                                                                         | Assistente de direção deBarbará Bruno | Espaço dos Satyros                                       | Os Satyros                                   |
| 2006 | Joana Evangelista                                                                                       | Vange Leonel                                                                              | Idealizador e Produtor                | Estação Satyros                                          | Os Satyros                                   |
| 2006 | Inocência                                                                                               | Dea Loher                                                                                 | Atuação, Idealizador e Produtor       | Espaço dos Satyros                                       | Os Satyros                                   |
| 2006 | Os 120 Dias de Sodoma                                                                                   | Marquês de Sade                                                                           | Idealizador e Produtor                | Espaço dos Satyros                                       | Os Satyros                                   |
| 2006 | O Anjo do Pavilhão 5                                                                                    | Aimar Labaki                                                                              | Atuação, Idealizador e Produtor       | Espaço dos Satyros                                       | Os Satyros                                   |
| 2005 | Rua Taylor nº 214 - Um Outro Ensaio sobre Nelson                                                        | Nelson Rodrigues                                                                          | Coordenação Artística                 | Espaço dos Satyros                                       | Núcleo Experimental dos Satyros              |
| 2005 | Cosmogonia - Experimento N°1                                                                            | Ivam Cabral e Rodolfo García Vázquez                                                      | Atuação e Dramaturgia                 | Espaço dos Satyros                                       | Os Satyros                                   |
| 2005 | O Céu é Cheio de Uivos, Latidos e Fúria dos Cães da Praça Roosevelt                                     | Jarbas Capusso Filho, Ivam Cabral e Rodolfo García Vázquez                                | Idealizador e Produtor                | Espaço dos Satyros                                       | Núcleo Experimental dos Satyros              |
| 2005 | A Vida Na Praça Roosevelt                                                                               | Dea Loher                                                                                 | Atuação, Idealizador e Produtor       | Espaço dos Satyros                                       | Os Satyros                                   |
| 2005 | Vestir o Corpo de Espinhos                                                                              | Antonin Artaud                                                                            | Coordenação Artística                 | Estação Satyros                                          | Núcleo Experimental dos Satyros              |
| 2005 | O Que Restou do Sagrado                                                                                 | Mário Bortolotto                                                                          | Atuação                               | Espaço dos Satyros                                       | Os Satyros                                   |
| 2004 | Transex                                                                                                 | Ivam Cabral e Rodolfo García Vázquez                                                      | Atuação e Dramaturgia                 | Espaço dos Satyros                                       | Os Satyros                                   |
| 2004 | Kaspar ou a Triste História do Pequeno Rei do Infinito Arrancado de Sua Casca de Noz                    | Ivam Cabral e Rodolfo García Vázquez                                                      | Dramaturgia                           | Espaço dos Satyros                                       | Os Satyros                                   |
| 2004 | Ensaio Sobre Nelson                                                                                     | Ivam Cabral e Rodolfo García Vázque, Nora Toledo e Jarbas Capusso Filho                   | Coordenação Artística                 | Espaço dos Satyros                                       | Núcleo Experimental dos Satyros              |
| 2004 | Sobre Ventos na Fronteira                                                                               | Ivam Cabral e Rodolfo García Vázquez                                                      | Dramaturgia                           | Espaço dos Satyros (Curitiba)                            | Os Satyros                                   |
| 2003 | Antígona                                                                                                | Sófocles, Leconte de Lisle e Fausto Fuser                                                 | Idealizador e Produtor                | Espaço dos Satyros                                       | Os Satyros                                   |
| 2003 | A Filosofia na Alcova                                                                                   | Marquês de Sade                                                                           | Atuação, Idealizador e Produtor       | Espaço dos Satyros (Curitiba)                            | Os Satyros                                   |
| 2003 | Faz de Conta Que Tem Sol Lá Fora                                                                        | Ivam Cabral                                                                               | Dramaturgia                           | Espaço dos Satyros                                       | Os Satyros                                   |
| 2003 | A Herança do Teatro                                                                                     | Ivam Cabral                                                                               | Dramaturgia                           | Espaço dos Satyros                                       | Os Satyros                                   |
| 2002 | De Profundis                                                                                            | Ivam Cabral e Oscar Wilde                                                                 | Atuação e Dramaturgia                 | Espaço dos Satyros                                       | Os Satyros                                   |
| 2002 | O Terrível Capitão do Mato                                                                              | Martins Pena                                                                              | Idealizador e Produtor                | Espaço dos Satyros                                       | Os Satyros                                   |
| 2002 | Pranto de Maria Parda                                                                                   | Gil Vicente                                                                               | Coordenação Artística                 | Espaço dos Satyros                                       | Os Satyros                                   |
| 2001 | Quinhentas Vozes                                                                                        | Zeca Corrêa Leite                                                                         | Idealizador e Produtor                | Curitiba                                                 | Os Satyros                                   |
| 2001 | Sappho de Lesbos                                                                                        | Ivam Cabral, Rodolfo García Vázquez e Patrícia Aguille                                    | Dramaturgia                           | Curitiba                                                 | Os Satyros                                   |
| 2001 | Romeu e Julieta                                                                                         | William Shakespeare                                                                       | Coordenação Artística                 | Curitiba                                                 | Os Satyros                                   |
| 2000 | Pacto de Sangue                                                                                         | Ramón María del Valle-Inclan                                                              | Atuação, Idealizador e Produtor       | Espaço dos Satyros (Curitiba)                            | Os Satyros                                   |
| 2000 | A Dança da Morte                                                                                        | August Strindberg                                                                         | Idealizador e Produtor                | Teatro José Maria dos Santos (Curitiba)                  | Os Satyros                                   |
| 2000 | Retábulo da Avareza, Luxúria e Morte                                                                    | Ramón María del Valle-Inclan                                                              | Atuação, Idealizador e Produtor       | Espaço dos Satyros                                       | Os Satyros                                   |
| 2000 | 50 Years Difference                                                                                     | Ivam Cabral e Rodolfo García Vázquez                                                      | Dramaturgia                           | Interkunst (Alemanha)                                    | Os Satyros                                   |
| 1999 | A Frarsa de Inês Pereira                                                                                | Gil Vicente                                                                               | Idealizador e Produtor                | Curitiba                                                 | Os Satyros                                   |
| 1999 | Coriolano                                                                                               | William Shakespeare                                                                       | Coordenação Artística                 | Curitiba                                                 | Os Satyros                                   |
| 1999 | A Mais Forte                                                                                            | Friedrich Schiller e August Strindberg                                                    | Idealizador e Produtor                | Curitiba                                                 | Os Satyros                                   |
| 1998 | Urfaust                                                                                                 | Johann Wolfgang von Goethe                                                                | Atuação, Idealizador e Produtor       | Curitiba                                                 | Os Satyros                                   |
| 1998 | Medea                                                                                                   | Ivam Cabral, Ana Fabrício, Sófocles e Eurípides                                           | Dramaturgia                           | Teatro Guaíra (Curitiba)                                 | Os Satyros                                   |
| 1998 | Os Cantos de Maldoror                                                                                   | Conde de Lautréamont                                                                      | Atuação, Idealizador e Produtor       | Espaço do Grupo Resistência (Curitiba)                   | Os Satyros                                   |
| 1997 | Electra                                                                                                 | Ivam Cabral, Rodolfo García Vázquez, Sófocles e Eurípides                                 | Dramaturgia                           | Curitiba                                                 | Os Satyros                                   |
| 1997 | Divinas Palavras                                                                                        | Ramón María del Valle-Inclan                                                              | Idealizador e Produtor                | Museu da Eletricidade (Portugal)                         | Os Satyros                                   |
| 1997 | Killer Disney                                                                                           | Philip Ridley                                                                             | Atuação, Idealizador e Produtor       | Teatro Guaíra (Curitiba)                                 | Os Satyros                                   |
| 1996 | Hamlet-Machine                                                                                          | Heiner Müller                                                                             | Idealizador e Produtor                | Museu da Cidade (Portugal)                               | Os Satyros                                   |
| 1996 | Prometeu Agrilhoado                                                                                     | Ivam Cabral e Rodolfo García Vázquez                                                      | Dramaturgia                           | Curitiba                                                 | Os Satyros                                   |
| 1996 | Woyzeck                                                                                                 | Georg Büchner                                                                             | Idealizador e Produtor                | Teatro da Trindade (Portugal)                            | Os Satyros                                   |
| 1995 | Sappho de Lesbos                                                                                        | Ivam Cabral e Patrícia Aguille                                                            | Dramaturgia                           | Teatro Ibérico (Portugal)                                | Os Satyros                                   |
| 1995 | Quando Você Disse Que Me Amava                                                                          | Ivam Cabral e Rodolfo García Vázquez                                                      | Atuação, Idealizador e Produtor       | Curitiba                                                 | Os Satyros                                   |
| 1995 | Valsa N°6                                                                                               | Nelson Rodrigues                                                                          | Idealizador e Produtor                | Lisboa (Portugal)                                        | Os Satyros                                   |
| 1994 | Gerald, A Tragédia                                                                                      | Ivam Cabral                                                                               | Dramaturgia                           | Teatro                                                   | Os Satyros                                   |
| 1993 | A Filosofia na Alcova                                                                                   | Marquês de Sade                                                                           | Atuação, Idealizador e Produtor       | Lisboa (Portugal)                                        | Os Satyros                                   |
| 1993 | Rusty Brown em Lisboa                                                                                   | Miguel Barbosa                                                                            | Atuação, Idealizador e Produtor       | Lisboa (Portugal)                                        | Os Satyros                                   |
| 1993 | De Profundis                                                                                            | Ivam Cabral e Oscar Wilde                                                                 | Atuação, Idealizador e Produtor       | Bartart (Portugal)                                       | Os Satyros                                   |
| 1992 | Munacuyay                                                                                               | Ivam Cabral e Rodolfo García Vázquez                                                      | Dramaturgia                           | Teatro Bela Vista                                        | Os Satyros                                   |
| 1992 | Viva a Palhoça                                                                                          | Ivam Cabral e Rodolfo García Vázquez                                                      | Dramaturgia                           | Centro Cultural São Paulo (CCSP)                         | Os Satyros                                   |
| 1991 | A Proposta                                                                                              | Anton Tchekhov, Ivam Cabral e Rodolfo García Vázquez                                      | Dramaturgia                           | Teatro Bela Vista                                        | Os Satyros                                   |
| 1991 | Saló, Salomé                                                                                            | Ivam Cabral e Rodolfo García Vázquez                                                      | Atuação e Dramaturgia                 | Teatro Bela Vista                                        | Os Satyros                                   |
| 1991 | Uma Arquitetutra para a Morte                                                                           | Ivam Cabral                                                                               | Dramaturgia e Direção                 | Teatro Bela Vista                                        | Os Satyros                                   |
| 1990 | Sades ou Noites com os Professores Imorais                                                              | Ivam Cabral e Rodolfo García Vázquez                                                      | Atuação e Dramaturgia                 | Curitiba                                                 | Os Satyros                                   |
| 1990 | Chove Muito Lá Fora                                                                                     | Ivam Cabral                                                                               | Dramaturgia                           |                                                          | Os Satyros                                   |
| 1989 | Um Qorpo Santo Dois                                                                                     | Ivam Cabral e Rodolfo García Vázquez                                                      | Atuação e Dramaturgia                 | Teatro Estação Madame Satã                               | Os Satyros                                   |
| 1989 | Aventuras de Arlequim                                                                                   | Ivam Cabral e Rodolfo García Vázquez                                                      | Atuação e Dramaturgia                 | Teatro Zero Hora                                         | Os Satyros                                   |
| 1986 | Qualquer Semelhança é Mera Coincidência                                                                 | Ivam Cabral                                                                               | Dramaturgia                           | Teatro                                                   | Ivam Cabral                                  |

## Audiovisual
| Ano  | Trabalho                                                                | Natureza                            | Realização                                             | Direção e Roteiro                                             | Notas |
| ---- | ----------------------------------------------------------------------- | ----------------------------------- | ------------------------------------------------------ | ------------------------------------------------------------- | --- |
| 2021 | A Arte de Encarar o Medo                                                | Filme                               | Satyros Cinema                                         | Ivam Cabral e Rodolfo García Vázquez                          | |
| 2017 | A Filosofia na Alcova                                                   | Filme                               | Satyros Cinema                                         | Ivam Cabral e Rodolfo García Vázquez                          | Elenco: Phedra de Córdoba, Eduardo Chagas, Silvio Eduardo, Hugo Faz, Isabel Friosi, Henrique Mello, Felipe Moretti, Suzana Muniz e Stephane Sousa |
| 2015 | Hipóteses para o Amor e a Verdade                                       | Filme                               | Satyros Cinema                                         | Ivam Cabral e Rodolfo García Vázquez                          | Elenco: Ivam Cabral, Luiza Gottschalk, Nany People, Tiago Leal, Gustavo Ferreira e Robson Catalunha                                               |
| 2013 | The Gift                                                                | Filme                               | Brasil, Suécia e Polônia                               | Ivam Cabral em parceria com Suécia e Polônia                  | Coprodução |
| 2012 | Satyrianas – 78 horas em 78 minutos                                     | Docudrama                           | Muk e Na Laje Filmes                                   | Daniel Gaggini, Fausto Noro, Otavio Pacheco e Jeff Luna (EUA) | Elenco e Depoimentos: Ivam Cabral, Rodolfo García Vázquez, Marici Salomão, Aimar Labaki, Gustavo Ferreira entre outros.                           |
| 2011 | Vila Verde – Satyros                                                    | Documentário                        | Os Satyros Cinema e Casa Azul                          | Evaldo Mocarzel                                               | Coprodução junto ao Teatro sem Fronteiras e Evaldo Mocarzel (Canal Brasil)                                                                        |
| 2011 | Cuba Libre                                                              | Documentário com Phedra de Córdoba  | SescTV                                                 | Evaldo Mocarzel                                               | Produtor Associado |
| 2011 | Luz Nas Trevas                                                          | Filme                               | Mercurio Produções                                     | Helena Ignez                                                  | Ator |
| 2010 | Sobre Todos Nós                                                         | Série para Televisão                | 13 episódios                                           | Ivam Cabral                                                   | Produtor e Roreirista |
| 2009 | Além do Horizonte                                                       | Minissérie de Televisão             | TV Cultura                                             | Ivam Cabral e Rodolfo García Vázquez                          | Elenco: Phedra de Córdoba, Cléo de Páris, Fabio Penna, Julia Bobrow, Gustavo Ferreira e grande elenco.                                            |
| 2008 | A Noiva                                                                 | Telefilme                           | TV Cultura                                             | Ivam Cabral e Rodolfo García Vázquez                          | Elenco: Cléo De Páris, Gero Camilo, Norival Rizzo, Silvanah Santos                                                                                |
| 2007 | O Vento Nas Janelas (Direções - Por um Novo Caminho na Teledramaturgia) | Teleteatro                          | TV Cultura                                             | Rodolfo García Vázquez                                        | Ator |
| 2006 | Na Praça Roosevelt                                                      | Documentário                        | Os Satyros, Satyros Cinema                             | Rodolfo García Vázquez, Carlos Ebert e Dea Loher              | Produtor Associado |
| 2006 | Desde o Fim Até o Começo                                                | Curta-metragem                      | Jarbas Capusso Filho                                   | Jarbas Capusso Filho                                          | Ator |
| 2004 | Projeto Encontros: Memória da Literatura Paranaense                     | Documentário                        | Lei Municipal de Incentivo à Cultura e Silvanah Santos | Rodolfo García Vázquez                                        | Produtor |
| 2003 | Um Espelho Russo                                                        | Documentário com Boris Schnaiderman | Os Satyros, Péricles Cavalcanti e Lidia Chaib          | Péricles Cavalcanti e Lidia Chaib                             | Produtor Associado |
| 2002 | Terceiro Sinal                                                          | Curta-metragem                      | Os Satyros                                             | Ivam Cabral e Rodolfo García Vázquez                          | Ator e Produdor |
| 2002 | Teatro em Movimento                                                     | Curta-metragem                      | Os Satyros                                             | Ivam Cabral e Rodolfo García Vázquez                          | Ator e Produdor |
| 2002 | Memória Videográfica dos Atores Paranaenses                             | Documentário                        | Os Satyros                                             | Ivam Cabral e Rodolfo García Vázquez                          | Produtor |
| 2002 | Patrimônio Cultural de Curitiba, direção de Rodolfo García Vázquez      | Documentário                        | Os Satyros                                             | Rodolfo García Vázquez                                        | Produtor |

## Prêmios e Indicações
| Ano  | Premiação                                                                          | Instituição                                                                                           | Categoria                                                                         | Trabalho | Resultado |
| ---- | ---------------------------------------------------------------------------------- | --- | --------------------------------------------------------------------------------- | --- | --------- |
| 2023 | Prêmio APCA                                                                        | Associação Paulista dos Críticos de Arte                                                              | Especial da Crítica                                                               | Teatro de Grupo na Cidade de São Paulo e na Grande São Paulo: Criações Coletivas, Sentidos e Manifestações em Processos de Lutas e de Travessias | Venceu    |
| 2023 | Prêmio Shell                                                                       | Shell                                                                                                 | Energia Que Vem da Gente                                                          | Criação do Selo Lucias | Indicado  |
| 2023 | The Bizz Hybrid Awards                                                             | Worldcob (EUA)                                                                                        | Liderança, Gestão, Responsabilidade Social Corporativa e Resultados Obtidos       | ADAAP | Venceu    |
| 2023 | Prêmio Arcanjo de Cultura                                                          | Blog do Arcanjo                                                                                       | Especial                                                                          | Teatro de Grupo na Cidade de São Paulo e na Grande São Paulo: Criações Coletivas, Sentidos e Manifestações em Processos de Lutas e de Travessias | Venceu    |
| 2023 | Selo Direitos Humanos e Diversidade                                                | Secretaria Municipal de Direitos Humanos e Cidadania da Prefeitura da cidade de São Paulo             | Projeto Organizacional Cultural e Social                                          | ADAAP e SP Escola de Teatro | Venceu    |
| 2023 | Selo Igualdade Racial                                                              | Secretaria Municipal de Direitos Humanos e Cidadania da Prefeitura da cidade de São Paulo             | Pessoas negras em diferentes níveis hierárquicos e funções no quadro profissional | ADAAP e SP Escola de Teatro | Venceu    |
| 2022 | European Award for Best Practices                                                  | ESQR (Suíça)                                                                                          | Proeminência organizacional e boas práticas institucionais                        | ADAAP (arte e educação de qualidade) | Venceu    |
| 2022 | Prêmio Shell                                                                       | Shell                                                                                                 | Energia Que Vem da Gente                                                          | A Arte de Encarar o Medo / The art of facing the fear,                                                                                           | Indicado  |
| 2022 | Medalha Tarsila do Amaral                                                          | Secretaria da Cultura e Economia Criativa do Estado de São Paulo                                      | Formação e capacitação                                                            | Carreira | Venceu    |
| 2022 | Medalha M.M.D.C Caetano de Campos                                                  | Secretaria da Educação do Estado de São Paulo                                                         | Formação e capacitação                                                            | Carreira | Venceu    |
| 2022 | Selo Direitos Humanos e Diversidade                                                | Secretaria Municipal de Direitos Humanos e Cidadania da Prefeitura da cidade de São Paulo             | Projeto Organizacional Cultural e Social                                          | ADAAP - Programa de Empregabilidade Trans e Travestis SP Transvisão: Semana de Visibilidade Trans - LGBTQIAP+                                    | Venceu    |
| 2022 | Selo Igualdade Racial                                                              | Secretaria Municipal de Direitos Humanos e Cidadania da Prefeitura da cidade de São Paulo             | Pessoas negras em diferentes níveis hierárquicos e funções no quadro profissional | ADAAP e SP Escola de Teatro | Venceu    |
| 2021 | The Red Curtain: Best Production, Best Production Design and Best Ensemble         | Good The@tre Festival (Índia)                                                                         | Melhor direção de arte, melhor elenco e melhor produção                           | As Mariposas | Venceu    |
| 2021 | Inclusão no Calendário Oficial do Município de São Paulo                           | Câmara dos vereadores da cidade de São Paulo                                                          | Maratona Cultural                                                                 | Satyrianas - Uma Saudação à Primavera | Venceu    |
| 2021 | Prêmio APCA                                                                        | Associação Paulista dos Críticos de Arte                                                              | Avanço Digital                                                                    | The Art of Facing Fear | Indicado  |
| 2021 | The Hollywood Fringe Festival Awards                                               | Hollywood Fringe (EUA)                                                                                | Melhor Espetáculo                                                                 | A Love Song | Venceu    |
| 2021 | The Hollywood Fringe Festival Awards                                               | Hollywood Fringe (EUA)                                                                                | Internacional Awards                                                              | A Love Song | Indicado  |
| 2021 | The Hollywood Fringe Festival Awards                                               | Hollywood Fringe (EUA)                                                                                | Two Person Show                                                                   | A Love Song | Indicado  |
| 2021 | The Hollywood Fringe Festival Awards                                               | Hollywood Fringe (EUA)                                                                                | Community Awards: Melhor Espetáculo                                               | A Love Song | Venceu    |
| 2021 | The Hollywood Fringe Festival Awards                                               | Hollywood Fringe (EUA)                                                                                | Melhor Espetáculo                                                                 | Toshanisha - The New Normals, co-realizado com o grupo Bold Theatre (Quênia)                                                                     | Venceu    |
| 2021 | The Hollywood Fringe Festival Awards                                               | Hollywood Fringe (EUA)                                                                                | Community Awards: Melhor Espetáculo                                               | Toshanisha - The New Normals, co-realizado com o grupo Bold Theatre (Quênia)                                                                     | Venceu    |
| 2021 | Selo Igualdade Racial                                                              | Secretaria Municipal de Direitos Humanos e Cidadania da Prefeitura da cidade de São Paulo             | Pessoas negras em diferentes níveis hierárquicos e funções no quadro profissional | ADAAP e SP Escola de Teatro | Venceu    |
| 2020 | Prêmio APCA                                                                        | Associação Paulista dos Críticos de Arte                                                              | Especial da Crítica                                                               | Teatro de Grupo na Cidade de São Paulo e na Grande São Paulo: Criações Coletivas, Sentidos e Manifestações em Processos de Lutas e de Travessias | Venceu    |
| 2020 | Prêmio APCA                                                                        | Associação Paulista dos Críticos de Arte                                                              | Melhor Espetáculo                                                                 | A Arte de Encarar o Medo | Indicado  |
| 2020 | Prêmio APTR                                                                        | Associação dos Produtores de Teatro (RJ)                                                              | Melhor Espetáculo Inédito Ao Vivo                                                 | A Arte de Encarar o Medo | Indicado  |
| 2020 | Prêmio APTR                                                                        | Associação dos Produtores de Teatro (RJ)                                                              | Jovem Talento                                                                     | A Arte de Encarar o Medo (com Nina Denobile Rodrigues)                                                                                           | Indicado  |
| 2020 | Prêmio Cláudia Wonder                                                              | SP Escola de Teatro                                                                                   | Potência Cultural                                                                 | Os Satyros (junto à Rodolfo García Vázquez) | Venceu    |
| 2020 | Top 100 Achievements                                                               | Achievements Forum (UK)                                                                               | Ciência e Educação                                                                | Projeto Pedagógico e Administração da SP Escola de Teatro e MT Escola de Teatro                                                                  | Venceu    |
| 2020 | Young-Howze Theatre Awards                                                         | Young-Howze Theatre (EUA)                                                                             | Melhor Espetáculo                                                                 | The Art of Facing Fear | Venceu    |
| 2020 | Young-Howze Theatre Awards                                                         | Young-Howze Theatre (EUA)                                                                             | Melhor Espetáculo                                                                 | New Normal | Indicado  |
| 2020 | Young-Howze Theatre Awards                                                         | Young-Howze Theatre (EUA)                                                                             | Melhor Espetáculo                                                                 | Macbeth #6 (coprodução com a Universidade de Birmingham)                                                                                         | Indicado  |
| 2020 | Guia Folha                                                                         | Folha de S.Paulo                                                                                      | Melhores do Ano                                                                   | A Arte de Encarar o Medo | Venceu    |
| 2020 | BroadwayWorld Los Angeles Awards                                                   | BroadwayWorld (EUA)                                                                                   | Performer of the decade                                                           | The Art of Facing Fear (com Mia Hjelte) | Indicado  |
| 2020 | BroadwayWorld Los Angeles Awards                                                   | BroadwayWorld (EUA)                                                                                   | Best Ensemble                                                                     | The Art of Facing Fear (com Mia Hjelte) | Indicado  |
| 2020 | BroadwayWorld Los Angeles Awards                                                   | BroadwayWorld (EUA)                                                                                   | Choreographer of the Decade                                                       | The Art of Facing Fear (com Mia Hjelte) | Indicado  |
| 2020 | BroadwayWorld Los Angeles Awards                                                   | BroadwayWorld (EUA)                                                                                   | Production of a Play of the Decade                                                | The Art of Facing Fear | Indicado  |
| 2020 | BroadwayWorld Los Angeles Awards                                                   | BroadwayWorld (EUA)                                                                                   | Top Streaming Production and Performance                                          | The Art of Facing Fear | Indicado  |
| 2020 | BroadwayWorld Los Angeles Awards                                                   | BroadwayWorld (EUA)                                                                                   | Director of a Play of the Decade                                                  | The Art of Facing Fear (com Rodolfo García Vázquez)                                                                                              | Indicado  |
| 2020 | Prêmio Arcanjo de Cultura                                                          | Blog do Arcanjo                                                                                       | Melhor espetáculo                                                                 | A Arte de Encarar o Medo | Venceu    |
| 2020 | Selo Direitos Humanos e Diversidade                                                | Secretaria Municipal de Direitos Humanos e Cidadania da Prefeitura da cidade de São Paulo             | Projeto Organizacional Cultural e Social                                          | Trabalho à frente da SP Escola de Teatro | Venceu    |
| 2019 | Prêmio Arcanjo de Cultura                                                          | Blog do Arcanjo                                                                                       | Redes                                                                             | Festival Satyrianas | Venceu    |
| 2019 | Festival Internacional de Cinema da Diversidade Sexual e de Gênero de Goias (DIGO) | Festival Internacional de Cinema da Diversidade Sexual e de Gênero de Goias (DIGO)                    | Menção Honrosa                                                                    | A Filosofia na Alcova | Venceu    |
| 2019 | Colar de Honra ao Mérito Legislativo                                               | Câmara Municipal e Alesp (com Carlos Giannazzi)                                                       | Honra ao Mérito Legislativo                                                       | 30 anos da companhia de teatro Os Satyro | Venceu    |
| 2019 | Título Cidadão Paulistano                                                          | Câmara Municipal e Alesp (com Carlos Giannazzi)                                                       | Honra ao Mérito Legislativo                                                       | Vida e Obra | Venceu    |
| 2019 | Prêmio Nelson Rodrigues                                                            | ANCEC                                                                                                 | Melhor Espetáculo                                                                 | Entrevista com Phedra | Venceu    |
| 2019 | Prêmio Estado de São Paulo para as Artes                                           | Governo do Estado de São Paulo                                                                        | Formação e capacitação                                                            | Trabalho à frente da SP Escola de Teatro | Venceu    |
| 2019 | Prêmio Arcanjo de Cultura                                                          | Blog do Arcanjo                                                                                       | Especial                                                                          | Cia. de Teatro Os Satyros | Venceu    |
| 2019 | Prêmio Arcanjo de Cultura                                                          | Blog do Arcanjo                                                                                       | Melhor Ator                                                                       | Mississipi | Indicado  |
| 2018 | Prêmio Aplauso Brasil                                                              | Prêmio Aplauso Brasil                                                                                 | Melhor Espetáculo de Grupo                                                        | Pink Star | Venceu    |
| 2018 | Prêmio Aplauso Brasil                                                              | Prêmio Aplauso Brasil                                                                                 | Melhor Ator                                                                       | Mississipi | Indicado  |
| 2018 | Prêmio Shell                                                                       | Shell                                                                                                 | Autoria                                                                           | Incrível Mundo dos Baldios | Indicado  |
| 2017 | Prêmio Cidadão SP                                                                  | Catraca Livre                                                                                         | Trabalho Cultural                                                                 | Recuperação Cultural e Urbanística da Praça Franklin Roosevelt                                                                                   | Venceu    |
| 2017 | Melhores do Ano                                                                    | Blog do Arcanjo                                                                                       | Melhor Grupo Teatral                                                              | Os Satyros | Venceu    |
| 2017 | Comendador                                                                         | Câmara Brasileira de Cultura                                                                          | Vida e Obra                                                                       | Vida e Obra | Venceu    |
| 2016 | Prêmio APCA                                                                        | Associação Paulista dos Críticos de Arte                                                              | Especial da Crítica                                                               | Carreira | Venceu    |
| 2016 | Prêmio Aplauso Brasil                                                              | Prêmio Aplauso Brasil                                                                                 | Especial                                                                          | Contribuição Cultural, vida e obra | Venceu    |
| 2016 | Prêmio Governador do Estado                                                        | Governo do Estado de São Paulo                                                                        | Vida e Obra                                                                       | Vida e Obra | Venceu    |
| 2016 | Prêmio Nelson Rodrigues                                                            | ANCEC                                                                                                 | Trabalho Cultural                                                                 | Empreendedorismo e Comunicação | Venceu    |
| 2016 | Prêmio Shell                                                                       | Shell                                                                                                 | Especial                                                                          | Idealização da SP Escola de Teatro | Venceu    |
| 2015 | Festival Sesc Melhores Filmes                                                      | Sesc                                                                                                  | Melhor Ator                                                                       | A Filosofia na Alcova | Indicado  |
| 2014 | Os 50 Textos Mais Importantes do Teatro Nacional                                   | Portal dos Atores                                                                                     | 6° Lugar                                                                          | Pessoas Perfeitas | Venceu    |
| 2014 | Prêmio APCA                                                                        | Associação Paulista dos Críticos de Arte                                                              | Melhor Autor de Teatro                                                            | Pessoas Perfeitas | Venceu    |
| 2014 | Prêmio APCA                                                                        | Associação Paulista dos Críticos de Arte                                                              | Melhor Espetáculo                                                                 | Pessoas Perfeitas | Venceu    |
| 2014 | Prêmio Shell                                                                       | Shell                                                                                                 | Melhor Texto                                                                      | Pessoas Perfeitas | Venceu    |
| 2014 | Guia Folha                                                                         | Folha de S.Paulo                                                                                      | Melhor Estreia do Ano                                                             | Pessoas Perfeitas | Venceu    |
| 2014 | Patrimônio Cultural Imaterial da Cidade de São Paulo                               | Secretaria Municipal de Cultura de São Paulo                                                          | Trabalho Cultural                                                                 | Cia. de Teatro Os Satyros | Venceu    |
| 2014 | Salva de Prata                                                                     | Câmara Municipal de São Paulo                                                                         | Trabalho Cultural                                                                 | Cia. de Teatro Os Satyros | Venceu    |
| 2014 | Troféu Bandeira Paulista                                                           | Mostra Internacional de Cinema em São Paulo                                                           | Melhor Filme de Ficção                                                            | Hipóteses para o Amor e a Verdade | Indicado  |
| 2013 | ABGLT                                                                              | Associação Brasileira de Lésbicas, Gays, Bissexuais, Travestis, Transexuais e Intersexos de São Paulo | Cidadania em Respeito à Diversidade                                               | SP Escola de Teatro | Venceu    |
| 2013 | ABGLT                                                                              | Associação Brasileira de Lésbicas, Gays, Bissexuais, Travestis, Transexuais e Intersexos de São Paulo | Cidadania em Respeito à Diversidade                                               | Os Satyros | Venceu    |
| 2013 | Hollywood Fringe Festival                                                          | Hollywood Fringe (EUA)                                                                                | The International Award - Best Production                                         | Philosophy in the Alcove | Indicado  |
| 2013 | Hollywood Fringe Festival                                                          | Hollywood Fringe (EUA)                                                                                | 10 Hollywood Fringe Festival Shows That Sound Awesome                             | Philosophy in the Alcove | Venceu    |
| 2013 | Hollywood Fringe Festival                                                          | Hollywood Fringe (EUA)                                                                                | Ezra Buzzington - Spirit of Fringe - Best Production                              | Philosophy in the Alcove | Indicado  |
| 2013 | Hollywood Fringe Festival                                                          | Hollywood Fringe (EUA)                                                                                | Best of Hollywood Fringe - Extensions                                             | Philosophy in the Alcove | Venceu    |
| 2013 | Prêmio Shell                                                                       | Shell                                                                                                 | Inovação                                                                          | Os Satyros e o Festival Satyrianas | Venceu    |
| 2013 | Prêmio Aplauso Brasil                                                              | Prêmio Aplauso Brasil                                                                                 | Destaque                                                                          | SP Escola de Teatro | Venceu    |
| 2013 | Melhores do R7 - Teatro                                                            | R7 | Personalidade do Ano                                                              | Ivam Cabral | Venceu    |
| 2012 | Prêmio Funarte Nelson Brasil Rodrigues: Cem Anos do Anjo Pornográfico              | Funarte                                                                                               | Projetos Selecionados                                                             | Vestido de Noiva | Venceu    |
| 2011 | Prêmio Cooperativa Paulista de Teatro                                              | Cooperativa Paulista de Teatro                                                                        | Publicação dedicada ao universo do teatro                                         | Revista A[L]BERTO #2 | Indicado  |
| 2011 | Prêmio Cooperativa Paulista de Teatro                                              | Cooperativa Paulista de Teatro                                                                        | Melhor Espetáculo                                                                 | Roberto Zucco | Venceu    |
| 2011 | Prêmio Jabuti                                                                      | Prêmio Jabuti                                                                                         | Livro de Arte                                                                     | Os Satyros | Venceu    |
| 2011 | Prêmio Honrar Honra - José Marti                                                   | Circulo de Amigos del Gran Teatro de La Habana (Cuba)                                                 | Contribuição ao Teatro Cubano                                                     | Os Satyros | Venceu    |
| 2010 | Prêmio Júri Popular                                                                | Festival do Rio - Festival Mix Brasil (RJ)                                                            | Melhor Documentário                                                               | Cuba Libre | Venceu    |
| 2009 | Prêmio Jabuti                                                                      | Prêmio Jabuti                                                                                         | Livro de Arte                                                                     | Primeiras Obras | Indicado  |
| 2008 | Prêmio Villanueva                                                                  | UNEAC (Cuba)                                                                                          | Melhor Espetáculo Estrangeiro                                                     | Liz | Venceu    |
| 2008 | Prêmio FEMSA de Teatro Infantil e Jovem                                            | Prêmio Coca-Cola FEMSA                                                                                | Melhor Espetáculo Jovem                                                           | Cidadão de Papel | Indicado  |
| 2007 | Bravo! Prime de Cultura                                                            | Revista Bravo!                                                                                        | Melhor Programador Cultural                                                       | Espaço dos Satyros | Indicado  |
| 2007 | Prêmio APCA                                                                        | Associação Paulista dos Críticos de Arte                                                              | Especial da Crítica                                                               | Satyrianas, uma Saudação à Primavera | Venceu    |
| 2006 | Prêmio APCA                                                                        | Associação Paulista dos Críticos de Arte                                                              | Melhor Espetáculo                                                                 | Inocência | Venceu    |
| 2004 | Troféu Gralha Azul                                                                 | Governador do Estado do Paraná                                                                        | Melhor Cenógrafo                                                                  | Cosmogonia - Experimento No 1 | Indicado  |
| 2003 | Troféu Gralha Azul                                                                 | Governador do Estado do Paraná                                                                        | Melhor Espetáculo                                                                 | Sobre Ventos na Fronteira | Indicado  |
| 2002 | ABGLT                                                                              | Associação Brasileira de Lésbicas, Gays, Bissexuais, Travestis, Transexuais e Intersexos de São Paulo | Cidadania                                                                         | Respeito à Diversidade | Venceu    |
| 2002 | Prêmio Empreendedorismo Cultural                                                   | Fundação Cultural de Curitiba                                                                         | Empreendedorismo Cultural                                                         | Vida e Obra | Venceu    |
| 2000 | Ágora Metrópolis                                                                   | Teatro Ágora                                                                                          | Melhor Espetáculo                                                                 | Faz de Conta que Tem Sol Lá Fora | Venceu    |
| 2000 | Troféu Imprensa Melhores do Ano                                                    | International Press Paraná em Revista                                                                 | Especial                                                                          | Os Satyros | Venceu    |
| 2000 | Troféu Gralha Azul                                                                 | Governador do Estado do Paraná                                                                        | Melhor Ator                                                                       | Pacto de Sangue | Venceu    |
| 2000 | Troféu Gralha Azul                                                                 | Governador do Estado do Paraná                                                                        | Melhor Espetáculo                                                                 | Quinhentas Vozes | Venceu    |
| 2000 | Troféu Gralha Azul                                                                 | Governador do Estado do Paraná                                                                        | Melhor Cenógrafo                                                                  | Quinhentas Vozes | Venceu    |
| 2000 | Troféu Gralha Azul                                                                 | Governador do Estado do Paraná                                                                        | Melhor Sonoplasta                                                                 | Quinhentas Vozes | Venceu    |
| 1997 | Troféu Gralha Azul                                                                 | Governador do Estado do Paraná                                                                        | Melhor Ator                                                                       | Killer Disney | Venceu    |
| 1997 | Troféu Gralha Azul                                                                 | Governador do Estado do Paraná                                                                        | Melhor Espetáculo                                                                 | Killer Disney | Venceu    |
| 1997 | Prêmio Poty Lazarotto                                                              | Prêmio Poty Lazarotto                                                                                 | Melhor Ator                                                                       | Killer Disney | Venceu    |
| 1995 | Troféu Gralha Azul                                                                 | Governador do Estado do Paraná                                                                        | Melhor Espetáculo                                                                 | Electra | Indicado  |
| 1991 | Prêmio APETESP                                                                     | Associação dos Produtores de Espetáculos Teatrais do Estado de São Paulo                              | Melhor Autor                                                                      | Aventuras de Arlequim | Indicado  |
| 1991 | Troféu Gralha Azul                                                                 | Governador do Estado do Paraná                                                                        | Melhor Ator                                                                       | Quando Você Disse que me Amava | Indicado  |
| 1990 | Prêmio APETESP                                                                     | Associação dos Produtores de Espetáculos Teatrais do Estado de São Paulo                              | Melhor Espetáculo                                                                 | Saló, Salomé | Indicado  |
| 1990 | Prêmio APETESP                                                                     | Associação dos Produtores de Espetáculos Teatrais do Estado de São Paulo                              | Melhor Ator                                                                       | Sades ou Noites com os Professores Imorais | Indicado  |
| 1990 | Prêmio APETESP                                                                     | Associação dos Produtores de Espetáculos Teatrais do Estado de São Paulo                              | Espetáculo                                                                        | Sades ou Noites com os Professores Imorais | Indicado  |
| 1990 | Prêmio APETESP                                                                     | Associação dos Produtores de Espetáculos Teatrais do Estado de São Paulo                              | Melhor Autor                                                                      | Aventuras de Arlequim | Indicado  |
| 1989 | Prêmio APCA                                                                        | Associação Paulista dos Críticos de Arte                                                              | Melhor Ator                                                                       | Aventuras de Arlequim | Venceu    |
| 1989 | Troféu Mambembe                                                                    | Fundação Nacional das Artes Cênicas                                                                   | Melhor Autor                                                                      | Aventuras de Arlequim | Indicado  |

## Curiosidades
- O filme A Filosofia na Alcova é um dos longas mais longevos na história do Cine Belas Artes, tendo permanecido por 63 semanas ininterruptas, ou seja, mais de um ano em cartaz. Se juntando a outros títulos recordistas de exibição na história do cinema, como o francês Medos Privados em Lugares Públicos, de Alain Resnais, e pelo argentino Relatos Selvagens, de Damián Szifrón.[203]

"...eu acabara de ter a idéia incrível de fazer um evento de 24 horas ininterruptas, durante o qual a Vanusa ia se apresentar cantando Manhãs de Setembro, na chegada primavera, e nós, os Satyros, a gente ia cantar, dançar, fazer um monte de coisas lá no Teatro Bela Vista."

Ivam Cabral em trecho do livro Cia. de Teatro Os Satyros – Um Palco Visceral (Coleção Aplauso)

- Ivam Cabral é o idealizador do Festival Satyrianas - uma Saudação à Primavera, recebendo o Prêmio Especial Crítica da Associação Paulista dos Críticos de Arte (APCA, 2007) e tendo o evento como tema do docudrama Satyrianas – 78 horas em 78 minutos.
- Seu pioneirismo artístico se mescla com a própria história teatral brasileira, desde o começo dos anos 90, época que Ivam Cabral e Rodolfo García Vázquez assumiram a revitalização do Teatro Bela Vista, por lá realizavam maratonas teatrais ou verdadeiras raves do teatro onde ficavam abertos por quatro dias e quatro noites, ensaiando, o que viria mais tarde a se tornar o Festival Satyrianas, e, que inicialmente foi chamado Folias Teatrais – uma Saudação à Primavera.
- Os primeiros espetáculos de sua companhia, Os Satyros, especialmente, Sades e Saló, Salomé, exploravam cenas de sexo, escatologia e voyeurismo que dividiam a crítica e o público da época.[204]
- Steven Severin, da banda Siouxsie and the Banshees, criou a trilha original do espetáculo Os Cantos de Maldoror, de 1998.[205][206]
- Em 1994, durante sua longa jornada por Portugal, Ivam Cabral implanta em Lisboa o Curso Livre de Interpretação para Teatro, voltado a formação de jovens atores.
- O jornalista, crítico e ator Alberto Guzik escreveu o livro Cia. de Teatro Os Satyros - um Palco Visceral, publicado pela Coleção Aplauso, da Imprensa Oficial do Estado de São Paulo, onde narra a história do grupo criado por Ivam Cabral.
- Em 2014, o Conselho Municipal de Preservação do Patrimônio Histórico, Cultural e Ambiental da Cidade de São Paulo (CONPRESP) reconhece o grupo de Ivam Cabra, Os Satyros como Patrimônio Imaterial da cidade de São Paulo.[207]
- É autor do blog Terras de Cabral.[208]
- A carreira acadêmica de Ivam Cabral atualmente é fonte de investigação para pesquisadores, professores e doutores das áreas artísticas, em seu Lattes é possível acessar informações adicionais.[209]